# Кармиль, Ферхат
Ферха́т Карми́ль (тур. Ferhat Karmil, прежнее имя — Ферад Какабадзе; род. 3 октября 1958, Уреки) — шахматный композитор, ранее представлявший СССР, Грузию и Турцию. С 2025 года выступает как независимый автор, не ассоциирующий себя с какой-либо страной. 

Основатель и автор независимого интернет-ресурса ChessStar.com. 
Мастер ФИДЕ по шахматной композиции (2014), международный арбитр WFCC (2021). 

Автор 22 отобранных композиций в Альбом ФИДЕ (по состоянию на 2024 год).
С 1986 года опубликовал более 260 шахматных задач, многократный победитель и призёр международных конкурсов по составлению; наибольших успехов добился в жанре многоходовых логических задач.
Является судьёй ряда международных конкурсов по составлению задач в жанрах трёх- и многоходовок, автором статей, посвящённых шахматной композиции, организатором международных годовых конкурсов, а также конкурса миниатюр MiniStar, проводимого на сайте ChessStar.com.
Он также является создателем и администратором группы «Chess Star» на Facebook — сообщества, где публикуются материалы, связанные с шахматной тематикой.
Специализируется на ортодоксальных трёх- и многоходовых задачах-миниатюрах.
В 2013 году Ферхат Кармиль представлял (неофициально) Турцию на 56-м Международном конгрессе по шахматной композиции, проходившем в городе Батуми.

В 2018 году — директор конкурса составления на 43-й Всемирной шахматной олимпиаде 2018 года. 
Ферхат Кармиль — серебряный призёр 10-го Кубка мира ФИДЕ (2022 год) и победитель 11-го Кубка мира ФИДЕ (2023 год) по разделу многоходовых задач.

## Биография
Ферхат Карми́ль — турок по национальности, исповедует ислам.
Отец — Расим Кармиль, мать — Фазилет Какабадзе (урождённая Джевдет-заде), дочь тюрколога, лингвиста и литературоведа Хикмета Джевдет-заде. Их семья была депортирована из Грузии в Киргизскую ССР, в город Кызыл-Кия, в 1944 году. 
Во второй половине 1950-х годов они вернулись в Грузию, однако в 1960 году, из-за усилившегося административного давления и неблагоприятных условий проживания, семья была вынуждена покинуть Грузию и вновь переселиться в Киргизскую ССР. 
В 1966 году Ферхат начал учёбу в средней школе № 3 им. А. П. Чехова. В 1967 году семья вернулась в Грузию, где он продолжил обучение в средней школе № 8 им. В. Г. Белинского в городе Батуми.
После окончания школы в 1976 году он поступил в Грузинский политехнический институт, обучался по специальности «технологии машиностроения станков и инструментов». С 1983 по 1985 годы служил в Вооружённых силах СССР в учебном танковом полку города Владимир.
Пишет стихи-рубаи с 2009 года.

## Творческий путь
Ферхат Кармиль увлёкся шахматами ещё в раннем детстве, а составлением шахматных задач начал заниматься намного позже. Первые его композиции были опубликованы в рижском журнале «Шахматы» в 1986 году. Первоначально он составлял исключительно задачи-миниатюры. Значительных успехов достиг после второй половины 1990-х. Особое достижение — выделение в отдельный класс задач и этюдов композиций-статистов, где основные фигуры неподвижны в процессе решения; дал им определения и систематизировал.

## Шахматные задачи
|   | a | b | c | d | e | f | g | h |   |
| - | --- | --- | --- | --- | --- | --- | --- | --- | - |
| 8 | b7 чёрная пешка · d7 чёрная пешка · e7 белый конь · f7 белый слон · h7 чёрный король · d6 чёрная пешка · h6 чёрная пешка · d5 белый король · h5 белая ладья · g4 чёрная пешка · a3 чёрная пешка · e3 чёрная пешка · g3 чёрная пешка · c1 чёрный слон · g1 чёрный конь · h1 чёрный конь | b7 чёрная пешка · d7 чёрная пешка · e7 белый конь · f7 белый слон · h7 чёрный король · d6 чёрная пешка · h6 чёрная пешка · d5 белый король · h5 белая ладья · g4 чёрная пешка · a3 чёрная пешка · e3 чёрная пешка · g3 чёрная пешка · c1 чёрный слон · g1 чёрный конь · h1 чёрный конь | b7 чёрная пешка · d7 чёрная пешка · e7 белый конь · f7 белый слон · h7 чёрный король · d6 чёрная пешка · h6 чёрная пешка · d5 белый король · h5 белая ладья · g4 чёрная пешка · a3 чёрная пешка · e3 чёрная пешка · g3 чёрная пешка · c1 чёрный слон · g1 чёрный конь · h1 чёрный конь | b7 чёрная пешка · d7 чёрная пешка · e7 белый конь · f7 белый слон · h7 чёрный король · d6 чёрная пешка · h6 чёрная пешка · d5 белый король · h5 белая ладья · g4 чёрная пешка · a3 чёрная пешка · e3 чёрная пешка · g3 чёрная пешка · c1 чёрный слон · g1 чёрный конь · h1 чёрный конь | b7 чёрная пешка · d7 чёрная пешка · e7 белый конь · f7 белый слон · h7 чёрный король · d6 чёрная пешка · h6 чёрная пешка · d5 белый король · h5 белая ладья · g4 чёрная пешка · a3 чёрная пешка · e3 чёрная пешка · g3 чёрная пешка · c1 чёрный слон · g1 чёрный конь · h1 чёрный конь | b7 чёрная пешка · d7 чёрная пешка · e7 белый конь · f7 белый слон · h7 чёрный король · d6 чёрная пешка · h6 чёрная пешка · d5 белый король · h5 белая ладья · g4 чёрная пешка · a3 чёрная пешка · e3 чёрная пешка · g3 чёрная пешка · c1 чёрный слон · g1 чёрный конь · h1 чёрный конь | b7 чёрная пешка · d7 чёрная пешка · e7 белый конь · f7 белый слон · h7 чёрный король · d6 чёрная пешка · h6 чёрная пешка · d5 белый король · h5 белая ладья · g4 чёрная пешка · a3 чёрная пешка · e3 чёрная пешка · g3 чёрная пешка · c1 чёрный слон · g1 чёрный конь · h1 чёрный конь | b7 чёрная пешка · d7 чёрная пешка · e7 белый конь · f7 белый слон · h7 чёрный король · d6 чёрная пешка · h6 чёрная пешка · d5 белый король · h5 белая ладья · g4 чёрная пешка · a3 чёрная пешка · e3 чёрная пешка · g3 чёрная пешка · c1 чёрный слон · g1 чёрный конь · h1 чёрный конь | 8 |
| 7 | b7 чёрная пешка · d7 чёрная пешка · e7 белый конь · f7 белый слон · h7 чёрный король · d6 чёрная пешка · h6 чёрная пешка · d5 белый король · h5 белая ладья · g4 чёрная пешка · a3 чёрная пешка · e3 чёрная пешка · g3 чёрная пешка · c1 чёрный слон · g1 чёрный конь · h1 чёрный конь | b7 чёрная пешка · d7 чёрная пешка · e7 белый конь · f7 белый слон · h7 чёрный король · d6 чёрная пешка · h6 чёрная пешка · d5 белый король · h5 белая ладья · g4 чёрная пешка · a3 чёрная пешка · e3 чёрная пешка · g3 чёрная пешка · c1 чёрный слон · g1 чёрный конь · h1 чёрный конь | b7 чёрная пешка · d7 чёрная пешка · e7 белый конь · f7 белый слон · h7 чёрный король · d6 чёрная пешка · h6 чёрная пешка · d5 белый король · h5 белая ладья · g4 чёрная пешка · a3 чёрная пешка · e3 чёрная пешка · g3 чёрная пешка · c1 чёрный слон · g1 чёрный конь · h1 чёрный конь | b7 чёрная пешка · d7 чёрная пешка · e7 белый конь · f7 белый слон · h7 чёрный король · d6 чёрная пешка · h6 чёрная пешка · d5 белый король · h5 белая ладья · g4 чёрная пешка · a3 чёрная пешка · e3 чёрная пешка · g3 чёрная пешка · c1 чёрный слон · g1 чёрный конь · h1 чёрный конь | b7 чёрная пешка · d7 чёрная пешка · e7 белый конь · f7 белый слон · h7 чёрный король · d6 чёрная пешка · h6 чёрная пешка · d5 белый король · h5 белая ладья · g4 чёрная пешка · a3 чёрная пешка · e3 чёрная пешка · g3 чёрная пешка · c1 чёрный слон · g1 чёрный конь · h1 чёрный конь | b7 чёрная пешка · d7 чёрная пешка · e7 белый конь · f7 белый слон · h7 чёрный король · d6 чёрная пешка · h6 чёрная пешка · d5 белый король · h5 белая ладья · g4 чёрная пешка · a3 чёрная пешка · e3 чёрная пешка · g3 чёрная пешка · c1 чёрный слон · g1 чёрный конь · h1 чёрный конь | b7 чёрная пешка · d7 чёрная пешка · e7 белый конь · f7 белый слон · h7 чёрный король · d6 чёрная пешка · h6 чёрная пешка · d5 белый король · h5 белая ладья · g4 чёрная пешка · a3 чёрная пешка · e3 чёрная пешка · g3 чёрная пешка · c1 чёрный слон · g1 чёрный конь · h1 чёрный конь | b7 чёрная пешка · d7 чёрная пешка · e7 белый конь · f7 белый слон · h7 чёрный король · d6 чёрная пешка · h6 чёрная пешка · d5 белый король · h5 белая ладья · g4 чёрная пешка · a3 чёрная пешка · e3 чёрная пешка · g3 чёрная пешка · c1 чёрный слон · g1 чёрный конь · h1 чёрный конь | 7 |
| 6 | b7 чёрная пешка · d7 чёрная пешка · e7 белый конь · f7 белый слон · h7 чёрный король · d6 чёрная пешка · h6 чёрная пешка · d5 белый король · h5 белая ладья · g4 чёрная пешка · a3 чёрная пешка · e3 чёрная пешка · g3 чёрная пешка · c1 чёрный слон · g1 чёрный конь · h1 чёрный конь | b7 чёрная пешка · d7 чёрная пешка · e7 белый конь · f7 белый слон · h7 чёрный король · d6 чёрная пешка · h6 чёрная пешка · d5 белый король · h5 белая ладья · g4 чёрная пешка · a3 чёрная пешка · e3 чёрная пешка · g3 чёрная пешка · c1 чёрный слон · g1 чёрный конь · h1 чёрный конь | b7 чёрная пешка · d7 чёрная пешка · e7 белый конь · f7 белый слон · h7 чёрный король · d6 чёрная пешка · h6 чёрная пешка · d5 белый король · h5 белая ладья · g4 чёрная пешка · a3 чёрная пешка · e3 чёрная пешка · g3 чёрная пешка · c1 чёрный слон · g1 чёрный конь · h1 чёрный конь | b7 чёрная пешка · d7 чёрная пешка · e7 белый конь · f7 белый слон · h7 чёрный король · d6 чёрная пешка · h6 чёрная пешка · d5 белый король · h5 белая ладья · g4 чёрная пешка · a3 чёрная пешка · e3 чёрная пешка · g3 чёрная пешка · c1 чёрный слон · g1 чёрный конь · h1 чёрный конь | b7 чёрная пешка · d7 чёрная пешка · e7 белый конь · f7 белый слон · h7 чёрный король · d6 чёрная пешка · h6 чёрная пешка · d5 белый король · h5 белая ладья · g4 чёрная пешка · a3 чёрная пешка · e3 чёрная пешка · g3 чёрная пешка · c1 чёрный слон · g1 чёрный конь · h1 чёрный конь | b7 чёрная пешка · d7 чёрная пешка · e7 белый конь · f7 белый слон · h7 чёрный король · d6 чёрная пешка · h6 чёрная пешка · d5 белый король · h5 белая ладья · g4 чёрная пешка · a3 чёрная пешка · e3 чёрная пешка · g3 чёрная пешка · c1 чёрный слон · g1 чёрный конь · h1 чёрный конь | b7 чёрная пешка · d7 чёрная пешка · e7 белый конь · f7 белый слон · h7 чёрный король · d6 чёрная пешка · h6 чёрная пешка · d5 белый король · h5 белая ладья · g4 чёрная пешка · a3 чёрная пешка · e3 чёрная пешка · g3 чёрная пешка · c1 чёрный слон · g1 чёрный конь · h1 чёрный конь | b7 чёрная пешка · d7 чёрная пешка · e7 белый конь · f7 белый слон · h7 чёрный король · d6 чёрная пешка · h6 чёрная пешка · d5 белый король · h5 белая ладья · g4 чёрная пешка · a3 чёрная пешка · e3 чёрная пешка · g3 чёрная пешка · c1 чёрный слон · g1 чёрный конь · h1 чёрный конь | 6 |
| 5 | b7 чёрная пешка · d7 чёрная пешка · e7 белый конь · f7 белый слон · h7 чёрный король · d6 чёрная пешка · h6 чёрная пешка · d5 белый король · h5 белая ладья · g4 чёрная пешка · a3 чёрная пешка · e3 чёрная пешка · g3 чёрная пешка · c1 чёрный слон · g1 чёрный конь · h1 чёрный конь | b7 чёрная пешка · d7 чёрная пешка · e7 белый конь · f7 белый слон · h7 чёрный король · d6 чёрная пешка · h6 чёрная пешка · d5 белый король · h5 белая ладья · g4 чёрная пешка · a3 чёрная пешка · e3 чёрная пешка · g3 чёрная пешка · c1 чёрный слон · g1 чёрный конь · h1 чёрный конь | b7 чёрная пешка · d7 чёрная пешка · e7 белый конь · f7 белый слон · h7 чёрный король · d6 чёрная пешка · h6 чёрная пешка · d5 белый король · h5 белая ладья · g4 чёрная пешка · a3 чёрная пешка · e3 чёрная пешка · g3 чёрная пешка · c1 чёрный слон · g1 чёрный конь · h1 чёрный конь | b7 чёрная пешка · d7 чёрная пешка · e7 белый конь · f7 белый слон · h7 чёрный король · d6 чёрная пешка · h6 чёрная пешка · d5 белый король · h5 белая ладья · g4 чёрная пешка · a3 чёрная пешка · e3 чёрная пешка · g3 чёрная пешка · c1 чёрный слон · g1 чёрный конь · h1 чёрный конь | b7 чёрная пешка · d7 чёрная пешка · e7 белый конь · f7 белый слон · h7 чёрный король · d6 чёрная пешка · h6 чёрная пешка · d5 белый король · h5 белая ладья · g4 чёрная пешка · a3 чёрная пешка · e3 чёрная пешка · g3 чёрная пешка · c1 чёрный слон · g1 чёрный конь · h1 чёрный конь | b7 чёрная пешка · d7 чёрная пешка · e7 белый конь · f7 белый слон · h7 чёрный король · d6 чёрная пешка · h6 чёрная пешка · d5 белый король · h5 белая ладья · g4 чёрная пешка · a3 чёрная пешка · e3 чёрная пешка · g3 чёрная пешка · c1 чёрный слон · g1 чёрный конь · h1 чёрный конь | b7 чёрная пешка · d7 чёрная пешка · e7 белый конь · f7 белый слон · h7 чёрный король · d6 чёрная пешка · h6 чёрная пешка · d5 белый король · h5 белая ладья · g4 чёрная пешка · a3 чёрная пешка · e3 чёрная пешка · g3 чёрная пешка · c1 чёрный слон · g1 чёрный конь · h1 чёрный конь | b7 чёрная пешка · d7 чёрная пешка · e7 белый конь · f7 белый слон · h7 чёрный король · d6 чёрная пешка · h6 чёрная пешка · d5 белый король · h5 белая ладья · g4 чёрная пешка · a3 чёрная пешка · e3 чёрная пешка · g3 чёрная пешка · c1 чёрный слон · g1 чёрный конь · h1 чёрный конь | 5 |
| 4 | b7 чёрная пешка · d7 чёрная пешка · e7 белый конь · f7 белый слон · h7 чёрный король · d6 чёрная пешка · h6 чёрная пешка · d5 белый король · h5 белая ладья · g4 чёрная пешка · a3 чёрная пешка · e3 чёрная пешка · g3 чёрная пешка · c1 чёрный слон · g1 чёрный конь · h1 чёрный конь | b7 чёрная пешка · d7 чёрная пешка · e7 белый конь · f7 белый слон · h7 чёрный король · d6 чёрная пешка · h6 чёрная пешка · d5 белый король · h5 белая ладья · g4 чёрная пешка · a3 чёрная пешка · e3 чёрная пешка · g3 чёрная пешка · c1 чёрный слон · g1 чёрный конь · h1 чёрный конь | b7 чёрная пешка · d7 чёрная пешка · e7 белый конь · f7 белый слон · h7 чёрный король · d6 чёрная пешка · h6 чёрная пешка · d5 белый король · h5 белая ладья · g4 чёрная пешка · a3 чёрная пешка · e3 чёрная пешка · g3 чёрная пешка · c1 чёрный слон · g1 чёрный конь · h1 чёрный конь | b7 чёрная пешка · d7 чёрная пешка · e7 белый конь · f7 белый слон · h7 чёрный король · d6 чёрная пешка · h6 чёрная пешка · d5 белый король · h5 белая ладья · g4 чёрная пешка · a3 чёрная пешка · e3 чёрная пешка · g3 чёрная пешка · c1 чёрный слон · g1 чёрный конь · h1 чёрный конь | b7 чёрная пешка · d7 чёрная пешка · e7 белый конь · f7 белый слон · h7 чёрный король · d6 чёрная пешка · h6 чёрная пешка · d5 белый король · h5 белая ладья · g4 чёрная пешка · a3 чёрная пешка · e3 чёрная пешка · g3 чёрная пешка · c1 чёрный слон · g1 чёрный конь · h1 чёрный конь | b7 чёрная пешка · d7 чёрная пешка · e7 белый конь · f7 белый слон · h7 чёрный король · d6 чёрная пешка · h6 чёрная пешка · d5 белый король · h5 белая ладья · g4 чёрная пешка · a3 чёрная пешка · e3 чёрная пешка · g3 чёрная пешка · c1 чёрный слон · g1 чёрный конь · h1 чёрный конь | b7 чёрная пешка · d7 чёрная пешка · e7 белый конь · f7 белый слон · h7 чёрный король · d6 чёрная пешка · h6 чёрная пешка · d5 белый король · h5 белая ладья · g4 чёрная пешка · a3 чёрная пешка · e3 чёрная пешка · g3 чёрная пешка · c1 чёрный слон · g1 чёрный конь · h1 чёрный конь | b7 чёрная пешка · d7 чёрная пешка · e7 белый конь · f7 белый слон · h7 чёрный король · d6 чёрная пешка · h6 чёрная пешка · d5 белый король · h5 белая ладья · g4 чёрная пешка · a3 чёрная пешка · e3 чёрная пешка · g3 чёрная пешка · c1 чёрный слон · g1 чёрный конь · h1 чёрный конь | 4 |
| 3 | b7 чёрная пешка · d7 чёрная пешка · e7 белый конь · f7 белый слон · h7 чёрный король · d6 чёрная пешка · h6 чёрная пешка · d5 белый король · h5 белая ладья · g4 чёрная пешка · a3 чёрная пешка · e3 чёрная пешка · g3 чёрная пешка · c1 чёрный слон · g1 чёрный конь · h1 чёрный конь | b7 чёрная пешка · d7 чёрная пешка · e7 белый конь · f7 белый слон · h7 чёрный король · d6 чёрная пешка · h6 чёрная пешка · d5 белый король · h5 белая ладья · g4 чёрная пешка · a3 чёрная пешка · e3 чёрная пешка · g3 чёрная пешка · c1 чёрный слон · g1 чёрный конь · h1 чёрный конь | b7 чёрная пешка · d7 чёрная пешка · e7 белый конь · f7 белый слон · h7 чёрный король · d6 чёрная пешка · h6 чёрная пешка · d5 белый король · h5 белая ладья · g4 чёрная пешка · a3 чёрная пешка · e3 чёрная пешка · g3 чёрная пешка · c1 чёрный слон · g1 чёрный конь · h1 чёрный конь | b7 чёрная пешка · d7 чёрная пешка · e7 белый конь · f7 белый слон · h7 чёрный король · d6 чёрная пешка · h6 чёрная пешка · d5 белый король · h5 белая ладья · g4 чёрная пешка · a3 чёрная пешка · e3 чёрная пешка · g3 чёрная пешка · c1 чёрный слон · g1 чёрный конь · h1 чёрный конь | b7 чёрная пешка · d7 чёрная пешка · e7 белый конь · f7 белый слон · h7 чёрный король · d6 чёрная пешка · h6 чёрная пешка · d5 белый король · h5 белая ладья · g4 чёрная пешка · a3 чёрная пешка · e3 чёрная пешка · g3 чёрная пешка · c1 чёрный слон · g1 чёрный конь · h1 чёрный конь | b7 чёрная пешка · d7 чёрная пешка · e7 белый конь · f7 белый слон · h7 чёрный король · d6 чёрная пешка · h6 чёрная пешка · d5 белый король · h5 белая ладья · g4 чёрная пешка · a3 чёрная пешка · e3 чёрная пешка · g3 чёрная пешка · c1 чёрный слон · g1 чёрный конь · h1 чёрный конь | b7 чёрная пешка · d7 чёрная пешка · e7 белый конь · f7 белый слон · h7 чёрный король · d6 чёрная пешка · h6 чёрная пешка · d5 белый король · h5 белая ладья · g4 чёрная пешка · a3 чёрная пешка · e3 чёрная пешка · g3 чёрная пешка · c1 чёрный слон · g1 чёрный конь · h1 чёрный конь | b7 чёрная пешка · d7 чёрная пешка · e7 белый конь · f7 белый слон · h7 чёрный король · d6 чёрная пешка · h6 чёрная пешка · d5 белый король · h5 белая ладья · g4 чёрная пешка · a3 чёрная пешка · e3 чёрная пешка · g3 чёрная пешка · c1 чёрный слон · g1 чёрный конь · h1 чёрный конь | 3 |
| 2 | b7 чёрная пешка · d7 чёрная пешка · e7 белый конь · f7 белый слон · h7 чёрный король · d6 чёрная пешка · h6 чёрная пешка · d5 белый король · h5 белая ладья · g4 чёрная пешка · a3 чёрная пешка · e3 чёрная пешка · g3 чёрная пешка · c1 чёрный слон · g1 чёрный конь · h1 чёрный конь | b7 чёрная пешка · d7 чёрная пешка · e7 белый конь · f7 белый слон · h7 чёрный король · d6 чёрная пешка · h6 чёрная пешка · d5 белый король · h5 белая ладья · g4 чёрная пешка · a3 чёрная пешка · e3 чёрная пешка · g3 чёрная пешка · c1 чёрный слон · g1 чёрный конь · h1 чёрный конь | b7 чёрная пешка · d7 чёрная пешка · e7 белый конь · f7 белый слон · h7 чёрный король · d6 чёрная пешка · h6 чёрная пешка · d5 белый король · h5 белая ладья · g4 чёрная пешка · a3 чёрная пешка · e3 чёрная пешка · g3 чёрная пешка · c1 чёрный слон · g1 чёрный конь · h1 чёрный конь | b7 чёрная пешка · d7 чёрная пешка · e7 белый конь · f7 белый слон · h7 чёрный король · d6 чёрная пешка · h6 чёрная пешка · d5 белый король · h5 белая ладья · g4 чёрная пешка · a3 чёрная пешка · e3 чёрная пешка · g3 чёрная пешка · c1 чёрный слон · g1 чёрный конь · h1 чёрный конь | b7 чёрная пешка · d7 чёрная пешка · e7 белый конь · f7 белый слон · h7 чёрный король · d6 чёрная пешка · h6 чёрная пешка · d5 белый король · h5 белая ладья · g4 чёрная пешка · a3 чёрная пешка · e3 чёрная пешка · g3 чёрная пешка · c1 чёрный слон · g1 чёрный конь · h1 чёрный конь | b7 чёрная пешка · d7 чёрная пешка · e7 белый конь · f7 белый слон · h7 чёрный король · d6 чёрная пешка · h6 чёрная пешка · d5 белый король · h5 белая ладья · g4 чёрная пешка · a3 чёрная пешка · e3 чёрная пешка · g3 чёрная пешка · c1 чёрный слон · g1 чёрный конь · h1 чёрный конь | b7 чёрная пешка · d7 чёрная пешка · e7 белый конь · f7 белый слон · h7 чёрный король · d6 чёрная пешка · h6 чёрная пешка · d5 белый король · h5 белая ладья · g4 чёрная пешка · a3 чёрная пешка · e3 чёрная пешка · g3 чёрная пешка · c1 чёрный слон · g1 чёрный конь · h1 чёрный конь | b7 чёрная пешка · d7 чёрная пешка · e7 белый конь · f7 белый слон · h7 чёрный король · d6 чёрная пешка · h6 чёрная пешка · d5 белый король · h5 белая ладья · g4 чёрная пешка · a3 чёрная пешка · e3 чёрная пешка · g3 чёрная пешка · c1 чёрный слон · g1 чёрный конь · h1 чёрный конь | 2 |
| 1 | b7 чёрная пешка · d7 чёрная пешка · e7 белый конь · f7 белый слон · h7 чёрный король · d6 чёрная пешка · h6 чёрная пешка · d5 белый король · h5 белая ладья · g4 чёрная пешка · a3 чёрная пешка · e3 чёрная пешка · g3 чёрная пешка · c1 чёрный слон · g1 чёрный конь · h1 чёрный конь | b7 чёрная пешка · d7 чёрная пешка · e7 белый конь · f7 белый слон · h7 чёрный король · d6 чёрная пешка · h6 чёрная пешка · d5 белый король · h5 белая ладья · g4 чёрная пешка · a3 чёрная пешка · e3 чёрная пешка · g3 чёрная пешка · c1 чёрный слон · g1 чёрный конь · h1 чёрный конь | b7 чёрная пешка · d7 чёрная пешка · e7 белый конь · f7 белый слон · h7 чёрный король · d6 чёрная пешка · h6 чёрная пешка · d5 белый король · h5 белая ладья · g4 чёрная пешка · a3 чёрная пешка · e3 чёрная пешка · g3 чёрная пешка · c1 чёрный слон · g1 чёрный конь · h1 чёрный конь | b7 чёрная пешка · d7 чёрная пешка · e7 белый конь · f7 белый слон · h7 чёрный король · d6 чёрная пешка · h6 чёрная пешка · d5 белый король · h5 белая ладья · g4 чёрная пешка · a3 чёрная пешка · e3 чёрная пешка · g3 чёрная пешка · c1 чёрный слон · g1 чёрный конь · h1 чёрный конь | b7 чёрная пешка · d7 чёрная пешка · e7 белый конь · f7 белый слон · h7 чёрный король · d6 чёрная пешка · h6 чёрная пешка · d5 белый король · h5 белая ладья · g4 чёрная пешка · a3 чёрная пешка · e3 чёрная пешка · g3 чёрная пешка · c1 чёрный слон · g1 чёрный конь · h1 чёрный конь | b7 чёрная пешка · d7 чёрная пешка · e7 белый конь · f7 белый слон · h7 чёрный король · d6 чёрная пешка · h6 чёрная пешка · d5 белый король · h5 белая ладья · g4 чёрная пешка · a3 чёрная пешка · e3 чёрная пешка · g3 чёрная пешка · c1 чёрный слон · g1 чёрный конь · h1 чёрный конь | b7 чёрная пешка · d7 чёрная пешка · e7 белый конь · f7 белый слон · h7 чёрный король · d6 чёрная пешка · h6 чёрная пешка · d5 белый король · h5 белая ладья · g4 чёрная пешка · a3 чёрная пешка · e3 чёрная пешка · g3 чёрная пешка · c1 чёрный слон · g1 чёрный конь · h1 чёрный конь | b7 чёрная пешка · d7 чёрная пешка · e7 белый конь · f7 белый слон · h7 чёрный король · d6 чёрная пешка · h6 чёрная пешка · d5 белый король · h5 белая ладья · g4 чёрная пешка · a3 чёрная пешка · e3 чёрная пешка · g3 чёрная пешка · c1 чёрный слон · g1 чёрный конь · h1 чёрный конь | 1 |
|   | a | b | c | d | e | f | g | h |   |

1. Сg6+! Крg7! 2. Лf5 h5! 3. Лf7+ Крh6 4. Лh7+ Крg5 5. Л:h5+ Крf6 6. Лf5+ Крg7 7. Лf7+ Крh6 8. Крe4!! Крg5! 9.Лf5+! Крh6 10. Лh5+ Крg7 11. Крf5! Кf3! 12. Лh7+ Крf8 13. Лf7+ Крe8 14.Лg7+! Крd8! 15. Кd5 Кh4+ 16. Кр:g4! К:g6 17. Лg8+ Кf8 18. Л:f8#
|   | a | b | c | d | e | f | g | h |   |
| - | --- | --- | --- | --- | --- | --- | --- | --- | - |
| 8 | g8 белая ладья · h7 чёрный король · d6 чёрная пешка · f6 белый король · h6 чёрная пешка · a5 чёрная пешка · d5 белый слон · f5 чёрная пешка · h5 чёрная пешка · a4 чёрная ладья · d4 чёрный конь · g4 чёрная пешка · d3 чёрный слон · c1 чёрный конь | g8 белая ладья · h7 чёрный король · d6 чёрная пешка · f6 белый король · h6 чёрная пешка · a5 чёрная пешка · d5 белый слон · f5 чёрная пешка · h5 чёрная пешка · a4 чёрная ладья · d4 чёрный конь · g4 чёрная пешка · d3 чёрный слон · c1 чёрный конь | g8 белая ладья · h7 чёрный король · d6 чёрная пешка · f6 белый король · h6 чёрная пешка · a5 чёрная пешка · d5 белый слон · f5 чёрная пешка · h5 чёрная пешка · a4 чёрная ладья · d4 чёрный конь · g4 чёрная пешка · d3 чёрный слон · c1 чёрный конь | g8 белая ладья · h7 чёрный король · d6 чёрная пешка · f6 белый король · h6 чёрная пешка · a5 чёрная пешка · d5 белый слон · f5 чёрная пешка · h5 чёрная пешка · a4 чёрная ладья · d4 чёрный конь · g4 чёрная пешка · d3 чёрный слон · c1 чёрный конь | g8 белая ладья · h7 чёрный король · d6 чёрная пешка · f6 белый король · h6 чёрная пешка · a5 чёрная пешка · d5 белый слон · f5 чёрная пешка · h5 чёрная пешка · a4 чёрная ладья · d4 чёрный конь · g4 чёрная пешка · d3 чёрный слон · c1 чёрный конь | g8 белая ладья · h7 чёрный король · d6 чёрная пешка · f6 белый король · h6 чёрная пешка · a5 чёрная пешка · d5 белый слон · f5 чёрная пешка · h5 чёрная пешка · a4 чёрная ладья · d4 чёрный конь · g4 чёрная пешка · d3 чёрный слон · c1 чёрный конь | g8 белая ладья · h7 чёрный король · d6 чёрная пешка · f6 белый король · h6 чёрная пешка · a5 чёрная пешка · d5 белый слон · f5 чёрная пешка · h5 чёрная пешка · a4 чёрная ладья · d4 чёрный конь · g4 чёрная пешка · d3 чёрный слон · c1 чёрный конь | g8 белая ладья · h7 чёрный король · d6 чёрная пешка · f6 белый король · h6 чёрная пешка · a5 чёрная пешка · d5 белый слон · f5 чёрная пешка · h5 чёрная пешка · a4 чёрная ладья · d4 чёрный конь · g4 чёрная пешка · d3 чёрный слон · c1 чёрный конь | 8 |
| 7 | g8 белая ладья · h7 чёрный король · d6 чёрная пешка · f6 белый король · h6 чёрная пешка · a5 чёрная пешка · d5 белый слон · f5 чёрная пешка · h5 чёрная пешка · a4 чёрная ладья · d4 чёрный конь · g4 чёрная пешка · d3 чёрный слон · c1 чёрный конь | g8 белая ладья · h7 чёрный король · d6 чёрная пешка · f6 белый король · h6 чёрная пешка · a5 чёрная пешка · d5 белый слон · f5 чёрная пешка · h5 чёрная пешка · a4 чёрная ладья · d4 чёрный конь · g4 чёрная пешка · d3 чёрный слон · c1 чёрный конь | g8 белая ладья · h7 чёрный король · d6 чёрная пешка · f6 белый король · h6 чёрная пешка · a5 чёрная пешка · d5 белый слон · f5 чёрная пешка · h5 чёрная пешка · a4 чёрная ладья · d4 чёрный конь · g4 чёрная пешка · d3 чёрный слон · c1 чёрный конь | g8 белая ладья · h7 чёрный король · d6 чёрная пешка · f6 белый король · h6 чёрная пешка · a5 чёрная пешка · d5 белый слон · f5 чёрная пешка · h5 чёрная пешка · a4 чёрная ладья · d4 чёрный конь · g4 чёрная пешка · d3 чёрный слон · c1 чёрный конь | g8 белая ладья · h7 чёрный король · d6 чёрная пешка · f6 белый король · h6 чёрная пешка · a5 чёрная пешка · d5 белый слон · f5 чёрная пешка · h5 чёрная пешка · a4 чёрная ладья · d4 чёрный конь · g4 чёрная пешка · d3 чёрный слон · c1 чёрный конь | g8 белая ладья · h7 чёрный король · d6 чёрная пешка · f6 белый король · h6 чёрная пешка · a5 чёрная пешка · d5 белый слон · f5 чёрная пешка · h5 чёрная пешка · a4 чёрная ладья · d4 чёрный конь · g4 чёрная пешка · d3 чёрный слон · c1 чёрный конь | g8 белая ладья · h7 чёрный король · d6 чёрная пешка · f6 белый король · h6 чёрная пешка · a5 чёрная пешка · d5 белый слон · f5 чёрная пешка · h5 чёрная пешка · a4 чёрная ладья · d4 чёрный конь · g4 чёрная пешка · d3 чёрный слон · c1 чёрный конь | g8 белая ладья · h7 чёрный король · d6 чёрная пешка · f6 белый король · h6 чёрная пешка · a5 чёрная пешка · d5 белый слон · f5 чёрная пешка · h5 чёрная пешка · a4 чёрная ладья · d4 чёрный конь · g4 чёрная пешка · d3 чёрный слон · c1 чёрный конь | 7 |
| 6 | g8 белая ладья · h7 чёрный король · d6 чёрная пешка · f6 белый король · h6 чёрная пешка · a5 чёрная пешка · d5 белый слон · f5 чёрная пешка · h5 чёрная пешка · a4 чёрная ладья · d4 чёрный конь · g4 чёрная пешка · d3 чёрный слон · c1 чёрный конь | g8 белая ладья · h7 чёрный король · d6 чёрная пешка · f6 белый король · h6 чёрная пешка · a5 чёрная пешка · d5 белый слон · f5 чёрная пешка · h5 чёрная пешка · a4 чёрная ладья · d4 чёрный конь · g4 чёрная пешка · d3 чёрный слон · c1 чёрный конь | g8 белая ладья · h7 чёрный король · d6 чёрная пешка · f6 белый король · h6 чёрная пешка · a5 чёрная пешка · d5 белый слон · f5 чёрная пешка · h5 чёрная пешка · a4 чёрная ладья · d4 чёрный конь · g4 чёрная пешка · d3 чёрный слон · c1 чёрный конь | g8 белая ладья · h7 чёрный король · d6 чёрная пешка · f6 белый король · h6 чёрная пешка · a5 чёрная пешка · d5 белый слон · f5 чёрная пешка · h5 чёрная пешка · a4 чёрная ладья · d4 чёрный конь · g4 чёрная пешка · d3 чёрный слон · c1 чёрный конь | g8 белая ладья · h7 чёрный король · d6 чёрная пешка · f6 белый король · h6 чёрная пешка · a5 чёрная пешка · d5 белый слон · f5 чёрная пешка · h5 чёрная пешка · a4 чёрная ладья · d4 чёрный конь · g4 чёрная пешка · d3 чёрный слон · c1 чёрный конь | g8 белая ладья · h7 чёрный король · d6 чёрная пешка · f6 белый король · h6 чёрная пешка · a5 чёрная пешка · d5 белый слон · f5 чёрная пешка · h5 чёрная пешка · a4 чёрная ладья · d4 чёрный конь · g4 чёрная пешка · d3 чёрный слон · c1 чёрный конь | g8 белая ладья · h7 чёрный король · d6 чёрная пешка · f6 белый король · h6 чёрная пешка · a5 чёрная пешка · d5 белый слон · f5 чёрная пешка · h5 чёрная пешка · a4 чёрная ладья · d4 чёрный конь · g4 чёрная пешка · d3 чёрный слон · c1 чёрный конь | g8 белая ладья · h7 чёрный король · d6 чёрная пешка · f6 белый король · h6 чёрная пешка · a5 чёрная пешка · d5 белый слон · f5 чёрная пешка · h5 чёрная пешка · a4 чёрная ладья · d4 чёрный конь · g4 чёрная пешка · d3 чёрный слон · c1 чёрный конь | 6 |
| 5 | g8 белая ладья · h7 чёрный король · d6 чёрная пешка · f6 белый король · h6 чёрная пешка · a5 чёрная пешка · d5 белый слон · f5 чёрная пешка · h5 чёрная пешка · a4 чёрная ладья · d4 чёрный конь · g4 чёрная пешка · d3 чёрный слон · c1 чёрный конь | g8 белая ладья · h7 чёрный король · d6 чёрная пешка · f6 белый король · h6 чёрная пешка · a5 чёрная пешка · d5 белый слон · f5 чёрная пешка · h5 чёрная пешка · a4 чёрная ладья · d4 чёрный конь · g4 чёрная пешка · d3 чёрный слон · c1 чёрный конь | g8 белая ладья · h7 чёрный король · d6 чёрная пешка · f6 белый король · h6 чёрная пешка · a5 чёрная пешка · d5 белый слон · f5 чёрная пешка · h5 чёрная пешка · a4 чёрная ладья · d4 чёрный конь · g4 чёрная пешка · d3 чёрный слон · c1 чёрный конь | g8 белая ладья · h7 чёрный король · d6 чёрная пешка · f6 белый король · h6 чёрная пешка · a5 чёрная пешка · d5 белый слон · f5 чёрная пешка · h5 чёрная пешка · a4 чёрная ладья · d4 чёрный конь · g4 чёрная пешка · d3 чёрный слон · c1 чёрный конь | g8 белая ладья · h7 чёрный король · d6 чёрная пешка · f6 белый король · h6 чёрная пешка · a5 чёрная пешка · d5 белый слон · f5 чёрная пешка · h5 чёрная пешка · a4 чёрная ладья · d4 чёрный конь · g4 чёрная пешка · d3 чёрный слон · c1 чёрный конь | g8 белая ладья · h7 чёрный король · d6 чёрная пешка · f6 белый король · h6 чёрная пешка · a5 чёрная пешка · d5 белый слон · f5 чёрная пешка · h5 чёрная пешка · a4 чёрная ладья · d4 чёрный конь · g4 чёрная пешка · d3 чёрный слон · c1 чёрный конь | g8 белая ладья · h7 чёрный король · d6 чёрная пешка · f6 белый король · h6 чёрная пешка · a5 чёрная пешка · d5 белый слон · f5 чёрная пешка · h5 чёрная пешка · a4 чёрная ладья · d4 чёрный конь · g4 чёрная пешка · d3 чёрный слон · c1 чёрный конь | g8 белая ладья · h7 чёрный король · d6 чёрная пешка · f6 белый король · h6 чёрная пешка · a5 чёрная пешка · d5 белый слон · f5 чёрная пешка · h5 чёрная пешка · a4 чёрная ладья · d4 чёрный конь · g4 чёрная пешка · d3 чёрный слон · c1 чёрный конь | 5 |
| 4 | g8 белая ладья · h7 чёрный король · d6 чёрная пешка · f6 белый король · h6 чёрная пешка · a5 чёрная пешка · d5 белый слон · f5 чёрная пешка · h5 чёрная пешка · a4 чёрная ладья · d4 чёрный конь · g4 чёрная пешка · d3 чёрный слон · c1 чёрный конь | g8 белая ладья · h7 чёрный король · d6 чёрная пешка · f6 белый король · h6 чёрная пешка · a5 чёрная пешка · d5 белый слон · f5 чёрная пешка · h5 чёрная пешка · a4 чёрная ладья · d4 чёрный конь · g4 чёрная пешка · d3 чёрный слон · c1 чёрный конь | g8 белая ладья · h7 чёрный король · d6 чёрная пешка · f6 белый король · h6 чёрная пешка · a5 чёрная пешка · d5 белый слон · f5 чёрная пешка · h5 чёрная пешка · a4 чёрная ладья · d4 чёрный конь · g4 чёрная пешка · d3 чёрный слон · c1 чёрный конь | g8 белая ладья · h7 чёрный король · d6 чёрная пешка · f6 белый король · h6 чёрная пешка · a5 чёрная пешка · d5 белый слон · f5 чёрная пешка · h5 чёрная пешка · a4 чёрная ладья · d4 чёрный конь · g4 чёрная пешка · d3 чёрный слон · c1 чёрный конь | g8 белая ладья · h7 чёрный король · d6 чёрная пешка · f6 белый король · h6 чёрная пешка · a5 чёрная пешка · d5 белый слон · f5 чёрная пешка · h5 чёрная пешка · a4 чёрная ладья · d4 чёрный конь · g4 чёрная пешка · d3 чёрный слон · c1 чёрный конь | g8 белая ладья · h7 чёрный король · d6 чёрная пешка · f6 белый король · h6 чёрная пешка · a5 чёрная пешка · d5 белый слон · f5 чёрная пешка · h5 чёрная пешка · a4 чёрная ладья · d4 чёрный конь · g4 чёрная пешка · d3 чёрный слон · c1 чёрный конь | g8 белая ладья · h7 чёрный король · d6 чёрная пешка · f6 белый король · h6 чёрная пешка · a5 чёрная пешка · d5 белый слон · f5 чёрная пешка · h5 чёрная пешка · a4 чёрная ладья · d4 чёрный конь · g4 чёрная пешка · d3 чёрный слон · c1 чёрный конь | g8 белая ладья · h7 чёрный король · d6 чёрная пешка · f6 белый король · h6 чёрная пешка · a5 чёрная пешка · d5 белый слон · f5 чёрная пешка · h5 чёрная пешка · a4 чёрная ладья · d4 чёрный конь · g4 чёрная пешка · d3 чёрный слон · c1 чёрный конь | 4 |
| 3 | g8 белая ладья · h7 чёрный король · d6 чёрная пешка · f6 белый король · h6 чёрная пешка · a5 чёрная пешка · d5 белый слон · f5 чёрная пешка · h5 чёрная пешка · a4 чёрная ладья · d4 чёрный конь · g4 чёрная пешка · d3 чёрный слон · c1 чёрный конь | g8 белая ладья · h7 чёрный король · d6 чёрная пешка · f6 белый король · h6 чёрная пешка · a5 чёрная пешка · d5 белый слон · f5 чёрная пешка · h5 чёрная пешка · a4 чёрная ладья · d4 чёрный конь · g4 чёрная пешка · d3 чёрный слон · c1 чёрный конь | g8 белая ладья · h7 чёрный король · d6 чёрная пешка · f6 белый король · h6 чёрная пешка · a5 чёрная пешка · d5 белый слон · f5 чёрная пешка · h5 чёрная пешка · a4 чёрная ладья · d4 чёрный конь · g4 чёрная пешка · d3 чёрный слон · c1 чёрный конь | g8 белая ладья · h7 чёрный король · d6 чёрная пешка · f6 белый король · h6 чёрная пешка · a5 чёрная пешка · d5 белый слон · f5 чёрная пешка · h5 чёрная пешка · a4 чёрная ладья · d4 чёрный конь · g4 чёрная пешка · d3 чёрный слон · c1 чёрный конь | g8 белая ладья · h7 чёрный король · d6 чёрная пешка · f6 белый король · h6 чёрная пешка · a5 чёрная пешка · d5 белый слон · f5 чёрная пешка · h5 чёрная пешка · a4 чёрная ладья · d4 чёрный конь · g4 чёрная пешка · d3 чёрный слон · c1 чёрный конь | g8 белая ладья · h7 чёрный король · d6 чёрная пешка · f6 белый король · h6 чёрная пешка · a5 чёрная пешка · d5 белый слон · f5 чёрная пешка · h5 чёрная пешка · a4 чёрная ладья · d4 чёрный конь · g4 чёрная пешка · d3 чёрный слон · c1 чёрный конь | g8 белая ладья · h7 чёрный король · d6 чёрная пешка · f6 белый король · h6 чёрная пешка · a5 чёрная пешка · d5 белый слон · f5 чёрная пешка · h5 чёрная пешка · a4 чёрная ладья · d4 чёрный конь · g4 чёрная пешка · d3 чёрный слон · c1 чёрный конь | g8 белая ладья · h7 чёрный король · d6 чёрная пешка · f6 белый король · h6 чёрная пешка · a5 чёрная пешка · d5 белый слон · f5 чёрная пешка · h5 чёрная пешка · a4 чёрная ладья · d4 чёрный конь · g4 чёрная пешка · d3 чёрный слон · c1 чёрный конь | 3 |
| 2 | g8 белая ладья · h7 чёрный король · d6 чёрная пешка · f6 белый король · h6 чёрная пешка · a5 чёрная пешка · d5 белый слон · f5 чёрная пешка · h5 чёрная пешка · a4 чёрная ладья · d4 чёрный конь · g4 чёрная пешка · d3 чёрный слон · c1 чёрный конь | g8 белая ладья · h7 чёрный король · d6 чёрная пешка · f6 белый король · h6 чёрная пешка · a5 чёрная пешка · d5 белый слон · f5 чёрная пешка · h5 чёрная пешка · a4 чёрная ладья · d4 чёрный конь · g4 чёрная пешка · d3 чёрный слон · c1 чёрный конь | g8 белая ладья · h7 чёрный король · d6 чёрная пешка · f6 белый король · h6 чёрная пешка · a5 чёрная пешка · d5 белый слон · f5 чёрная пешка · h5 чёрная пешка · a4 чёрная ладья · d4 чёрный конь · g4 чёрная пешка · d3 чёрный слон · c1 чёрный конь | g8 белая ладья · h7 чёрный король · d6 чёрная пешка · f6 белый король · h6 чёрная пешка · a5 чёрная пешка · d5 белый слон · f5 чёрная пешка · h5 чёрная пешка · a4 чёрная ладья · d4 чёрный конь · g4 чёрная пешка · d3 чёрный слон · c1 чёрный конь | g8 белая ладья · h7 чёрный король · d6 чёрная пешка · f6 белый король · h6 чёрная пешка · a5 чёрная пешка · d5 белый слон · f5 чёрная пешка · h5 чёрная пешка · a4 чёрная ладья · d4 чёрный конь · g4 чёрная пешка · d3 чёрный слон · c1 чёрный конь | g8 белая ладья · h7 чёрный король · d6 чёрная пешка · f6 белый король · h6 чёрная пешка · a5 чёрная пешка · d5 белый слон · f5 чёрная пешка · h5 чёрная пешка · a4 чёрная ладья · d4 чёрный конь · g4 чёрная пешка · d3 чёрный слон · c1 чёрный конь | g8 белая ладья · h7 чёрный король · d6 чёрная пешка · f6 белый король · h6 чёрная пешка · a5 чёрная пешка · d5 белый слон · f5 чёрная пешка · h5 чёрная пешка · a4 чёрная ладья · d4 чёрный конь · g4 чёрная пешка · d3 чёрный слон · c1 чёрный конь | g8 белая ладья · h7 чёрный король · d6 чёрная пешка · f6 белый король · h6 чёрная пешка · a5 чёрная пешка · d5 белый слон · f5 чёрная пешка · h5 чёрная пешка · a4 чёрная ладья · d4 чёрный конь · g4 чёрная пешка · d3 чёрный слон · c1 чёрный конь | 2 |
| 1 | g8 белая ладья · h7 чёрный король · d6 чёрная пешка · f6 белый король · h6 чёрная пешка · a5 чёрная пешка · d5 белый слон · f5 чёрная пешка · h5 чёрная пешка · a4 чёрная ладья · d4 чёрный конь · g4 чёрная пешка · d3 чёрный слон · c1 чёрный конь | g8 белая ладья · h7 чёрный король · d6 чёрная пешка · f6 белый король · h6 чёрная пешка · a5 чёрная пешка · d5 белый слон · f5 чёрная пешка · h5 чёрная пешка · a4 чёрная ладья · d4 чёрный конь · g4 чёрная пешка · d3 чёрный слон · c1 чёрный конь | g8 белая ладья · h7 чёрный король · d6 чёрная пешка · f6 белый король · h6 чёрная пешка · a5 чёрная пешка · d5 белый слон · f5 чёрная пешка · h5 чёрная пешка · a4 чёрная ладья · d4 чёрный конь · g4 чёрная пешка · d3 чёрный слон · c1 чёрный конь | g8 белая ладья · h7 чёрный король · d6 чёрная пешка · f6 белый король · h6 чёрная пешка · a5 чёрная пешка · d5 белый слон · f5 чёрная пешка · h5 чёрная пешка · a4 чёрная ладья · d4 чёрный конь · g4 чёрная пешка · d3 чёрный слон · c1 чёрный конь | g8 белая ладья · h7 чёрный король · d6 чёрная пешка · f6 белый король · h6 чёрная пешка · a5 чёрная пешка · d5 белый слон · f5 чёрная пешка · h5 чёрная пешка · a4 чёрная ладья · d4 чёрный конь · g4 чёрная пешка · d3 чёрный слон · c1 чёрный конь | g8 белая ладья · h7 чёрный король · d6 чёрная пешка · f6 белый король · h6 чёрная пешка · a5 чёрная пешка · d5 белый слон · f5 чёрная пешка · h5 чёрная пешка · a4 чёрная ладья · d4 чёрный конь · g4 чёрная пешка · d3 чёрный слон · c1 чёрный конь | g8 белая ладья · h7 чёрный король · d6 чёрная пешка · f6 белый король · h6 чёрная пешка · a5 чёрная пешка · d5 белый слон · f5 чёрная пешка · h5 чёрная пешка · a4 чёрная ладья · d4 чёрный конь · g4 чёрная пешка · d3 чёрный слон · c1 чёрный конь | g8 белая ладья · h7 чёрный король · d6 чёрная пешка · f6 белый король · h6 чёрная пешка · a5 чёрная пешка · d5 белый слон · f5 чёрная пешка · h5 чёрная пешка · a4 чёрная ладья · d4 чёрный конь · g4 чёрная пешка · d3 чёрный слон · c1 чёрный конь | 1 |
|   | a | b | c | d | e | f | g | h |   |

1. Лg7+! Крh8 2. Лg6 Крh7 3. Сg8+ Крh8 4. Сf7 Крh7 5. Лg7+ Крh8 6. Лg8+ Крh7 7. Лa8! f4 8. Лa7! Кe6! 9. С:e6+ Крh8 10. Лa8+ Крh7 11. Сg8+ Крh8 12. Сf7+! Крh7 13. Лa7! Сe4! 14. Лd7! Крh8! 15. Сg6! Сd5 16. Лd8+ Сg8 17. Сf7! Кd3 18. С:g8 Кe5 19. Сe6+ Крh7 20. Сf5+ Кg6 21. С:g6#

## Семья
Жена: Наталья Какабадзе (урождённая Сурманидзе). Дочери Гульнара, Тамара. Сын Анри.

## Награды
▪ Серебряный призёр Кубка мира по шахматной композиции (2022 год).

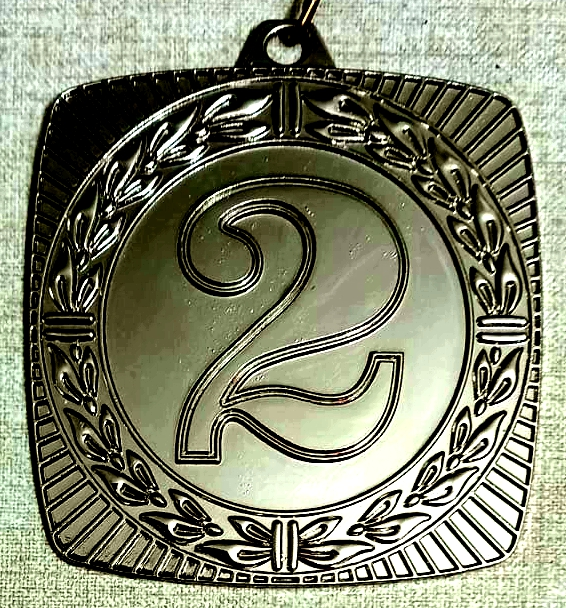
Лицевая сторона серебряной медали за 2-е место в Кубке мира, раздел многоходовок, 2022
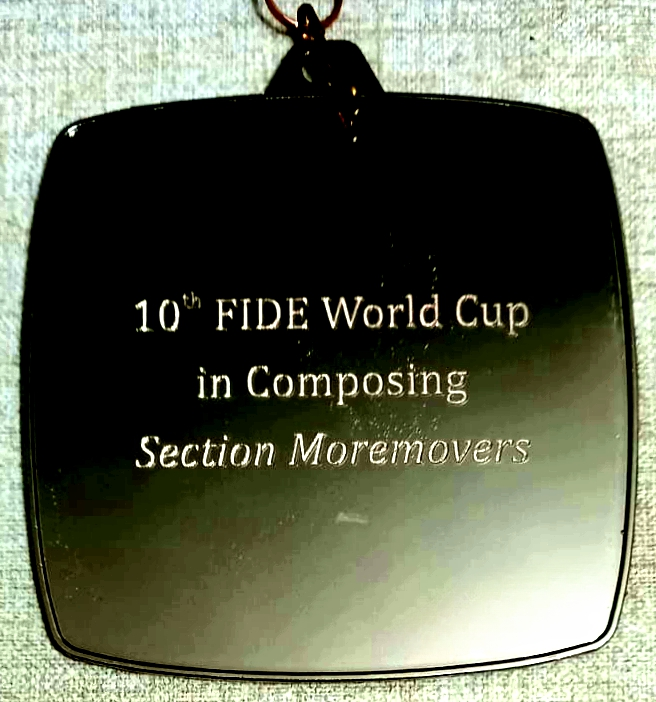
Обратная сторона серебряной медали с указанием конкурса и раздела, 2022

▪ Победитель Кубка мира по шахматной композиции (2023 год).

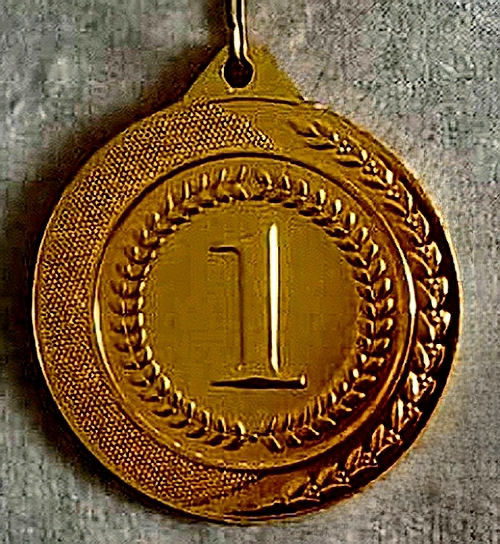
Лицевая сторона золотой медали, в разделе многоходовых задач.
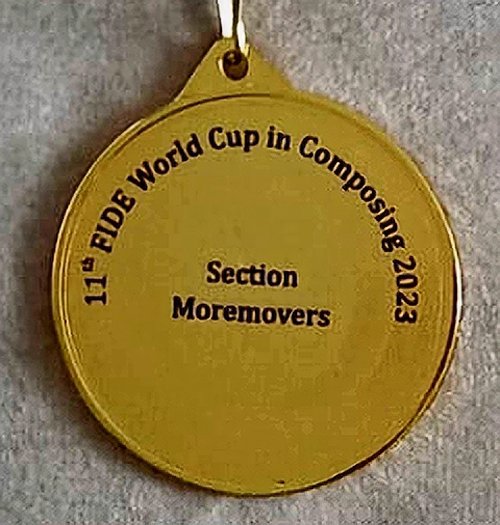
Обратная сторона медали с информацией о конкурсе и разделе.

## Сертификаты и документы

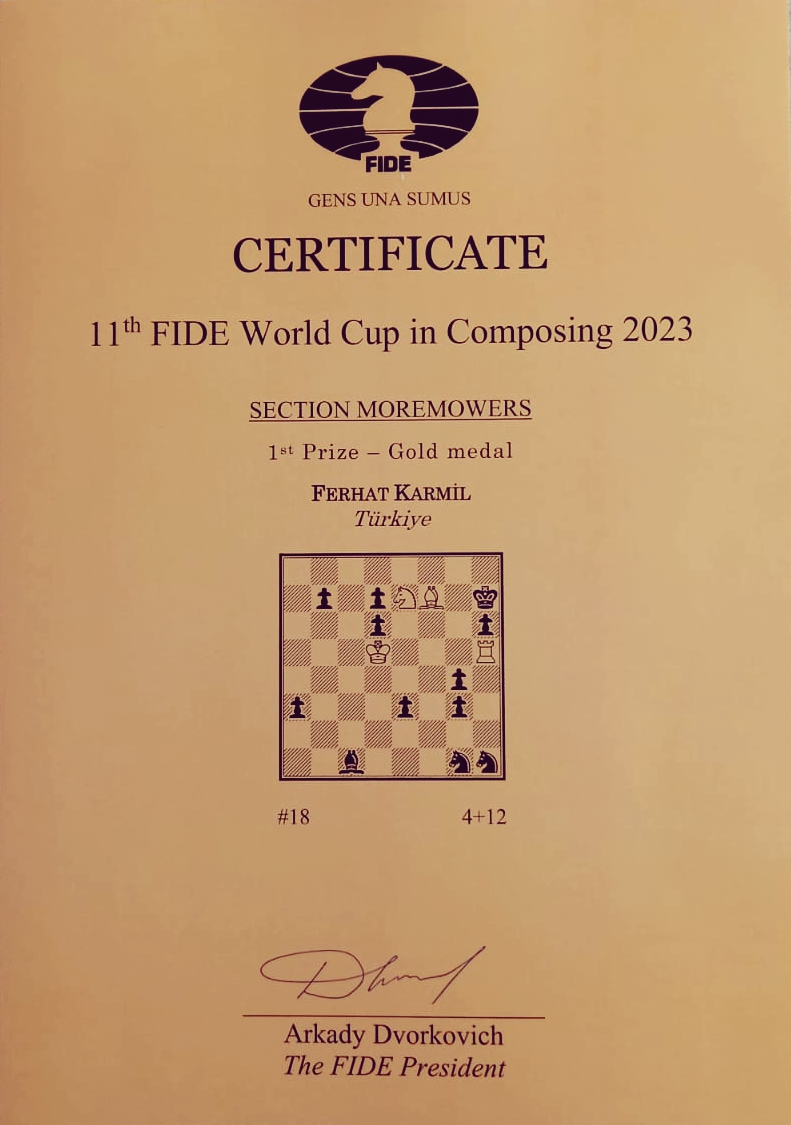
Сертификат, подтверждающий первое место.
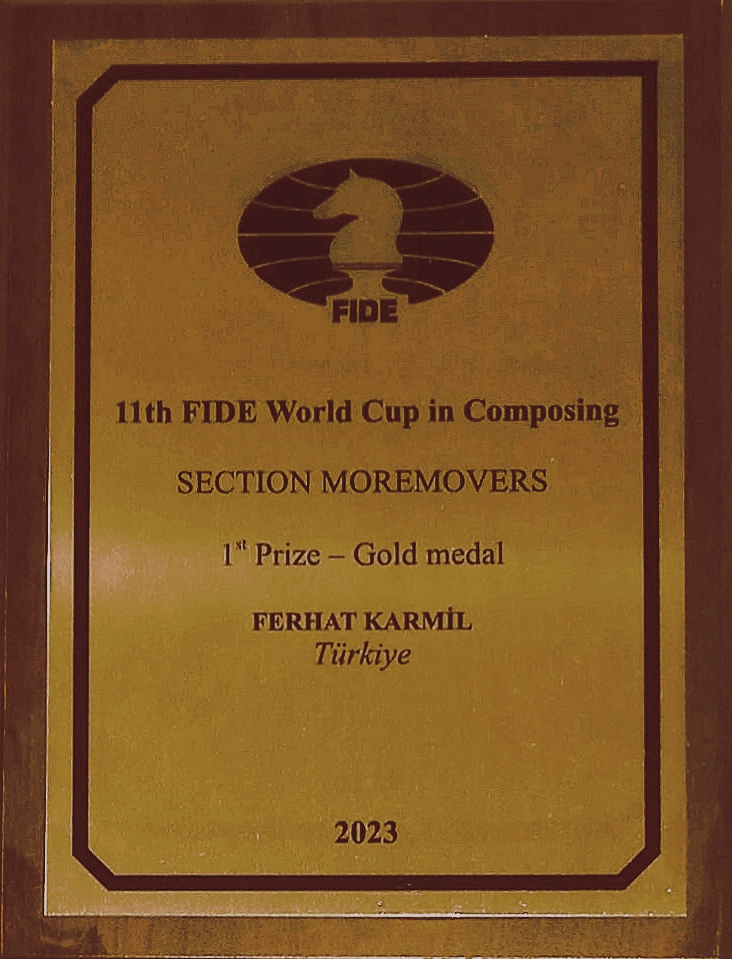
Памятная плакетка, вручённая за победу.
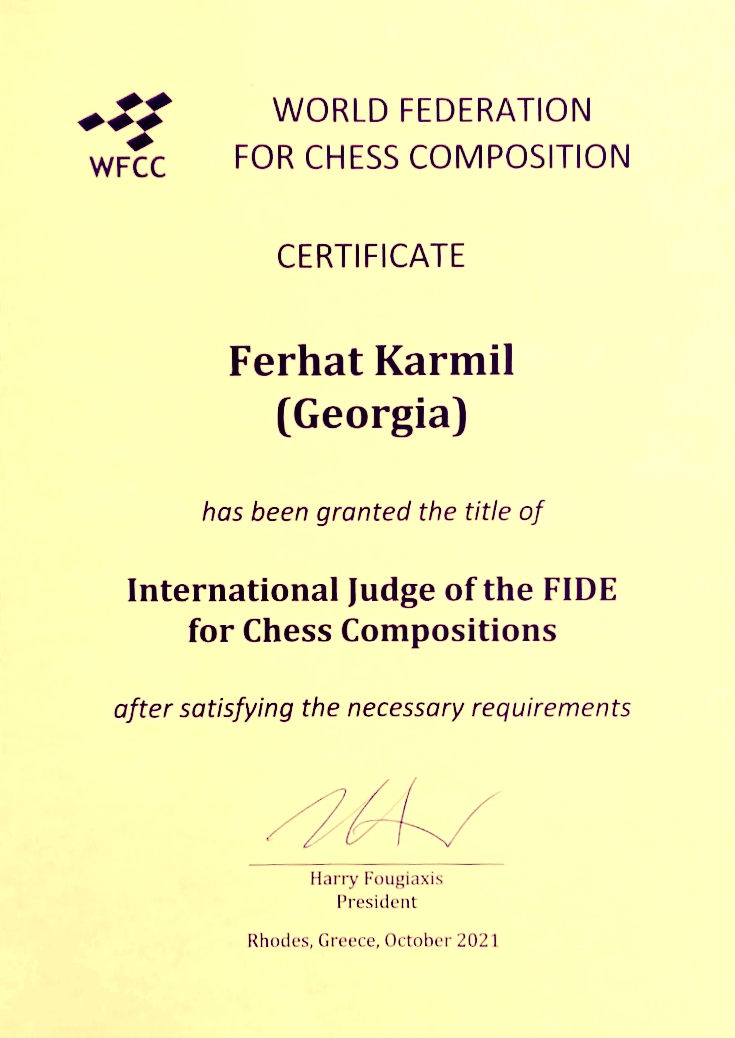
Международный арбитр по шахматной композиции, 2021.
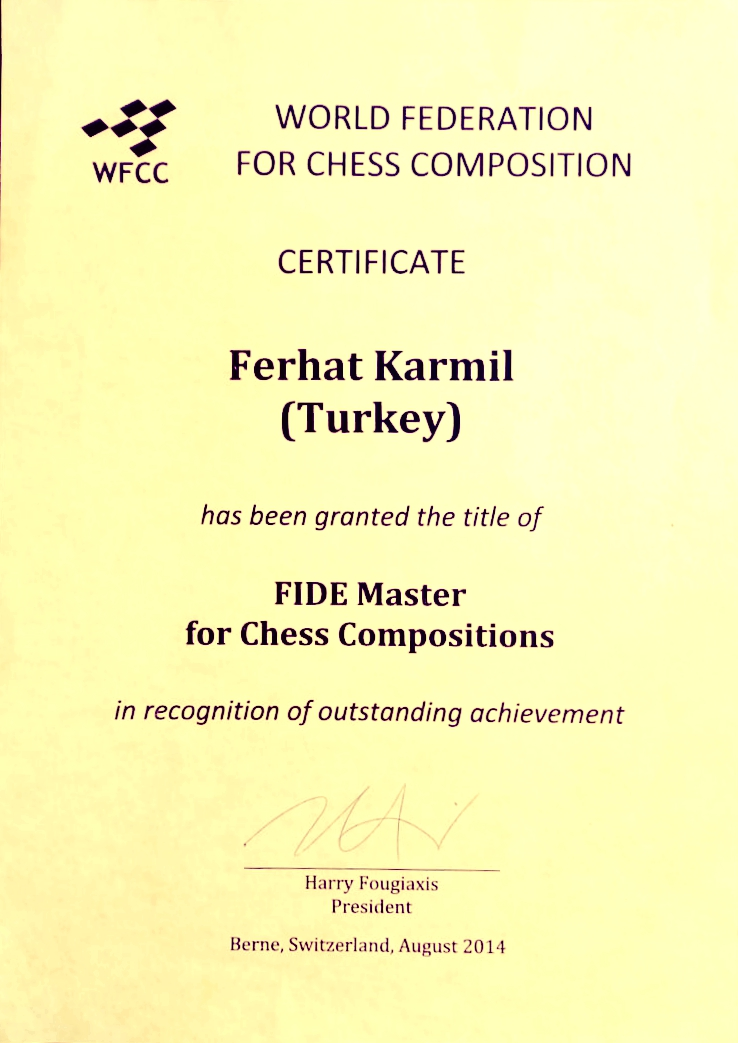
Мастер ФИДЕ по шахматной композиции, 2014.
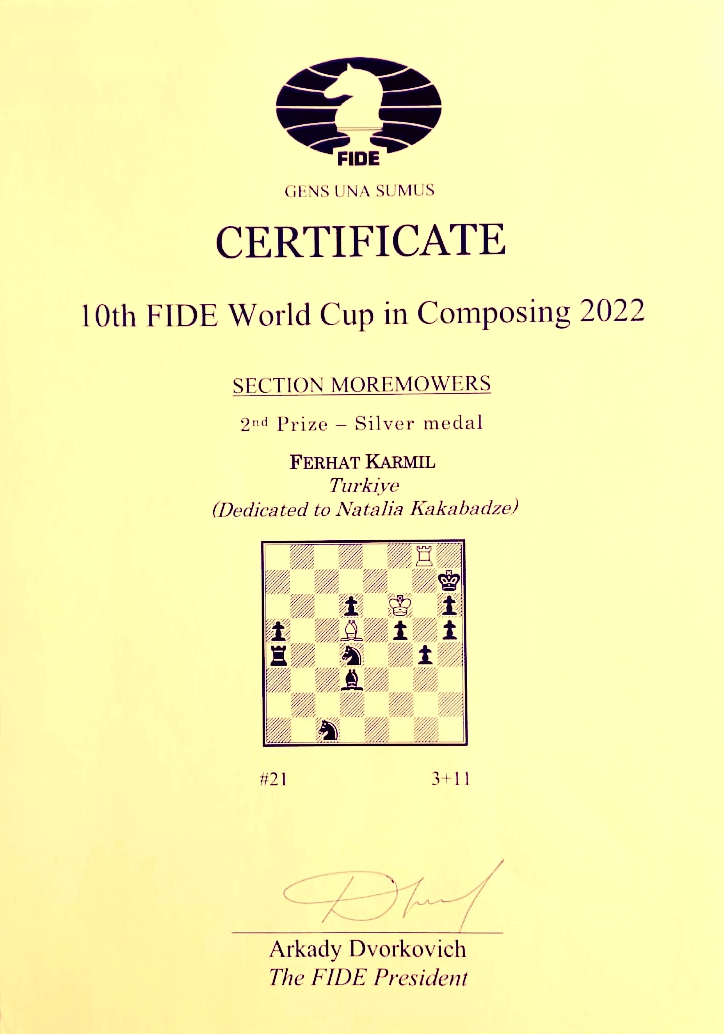
2-й приз Кубка мира по шахматной композиции, 2022.